# Esperantujo

Esperantujo

Esperantujo (AFI: /espeɾan'tujo/, "esperantúio") ou Esperântia ("país do Esperanto") é um termo em Esperanto utilizado por seus falantes para designar a comunidade que fala esta língua, bem como as atividades desenvolvidas pela própria comunidade no âmbito da língua internacional. De maneira mais ampla, quando duas pessoas conversam em Esperanto, elas dizem estar "em Esperantujo", e sendo assim o termo pode se referir a qualquer lugar em que dois ou mais falantes de Esperanto se reúnam. Apesar de não possuir uma representação geográfica, pode compreender 120 países do mundo, onde ocorrem encontros regulares ou existam clubes.
O termo Esperantujo remonta à ideia de povo dentro do movimento esperantista, algumas vezes articulada em um conceito de super-Estado, o que envolveu o desenvolvimento de outras ideias, tais como a unidade monetária própria, um sistema bancário e colônias esperantistas. Algumas crianças cresceram com o Esperanto como sua primeira língua.
Esperantujo é tido pelos esperantistas como um local simbólico de harmonia.

## Etimologia
O sufixo ujo foi usado, desde a criação da língua, com três significados:
- país em relação ao seu povo - Franco (França), Francujo (Francês); Hispano (Espanha), Hispanujo (Espanhol); Italo (Itália), Italujo (Italiano);
- árvore em relação ao fruto - piro (pera), pirujo (pereira); ĉerizo (cereja), ĉerizujo (cerejeira); pomo (maçã), pomujo (macieira);
- recipiente total - supo (sopa), supujo (sopeira), sukero (açúcar), sukerujo (açucareiro), salo (sal), salujo (saleiro).

Entretanto, os dois primeiros caíram em desuso e atualmente só o terceiro significado permanece. Árvores recebem a terminação arbo (pirarbo, ĉerizarbo, pomarbo); e países recebem o sufixo io (Francio, Hispanio, Italio).
A junção do radical Esperant- com o sufixo -ujo concede então ao termo Esperantujo a conotação de "terra do Esperanto" ou "país do Esperanto".

## Cultura

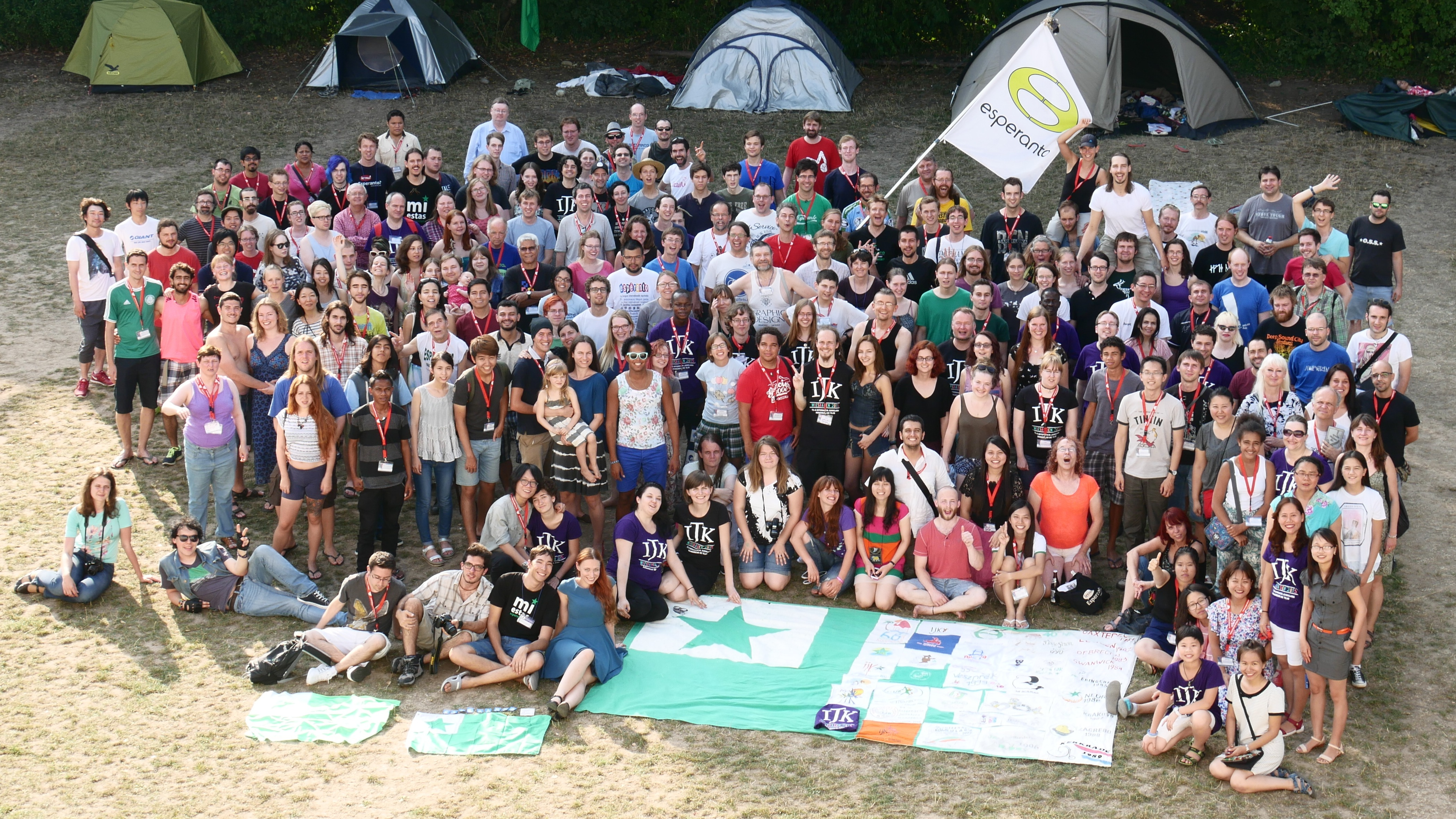
Internacia Junulara Kongreso, 2015

## Geografia

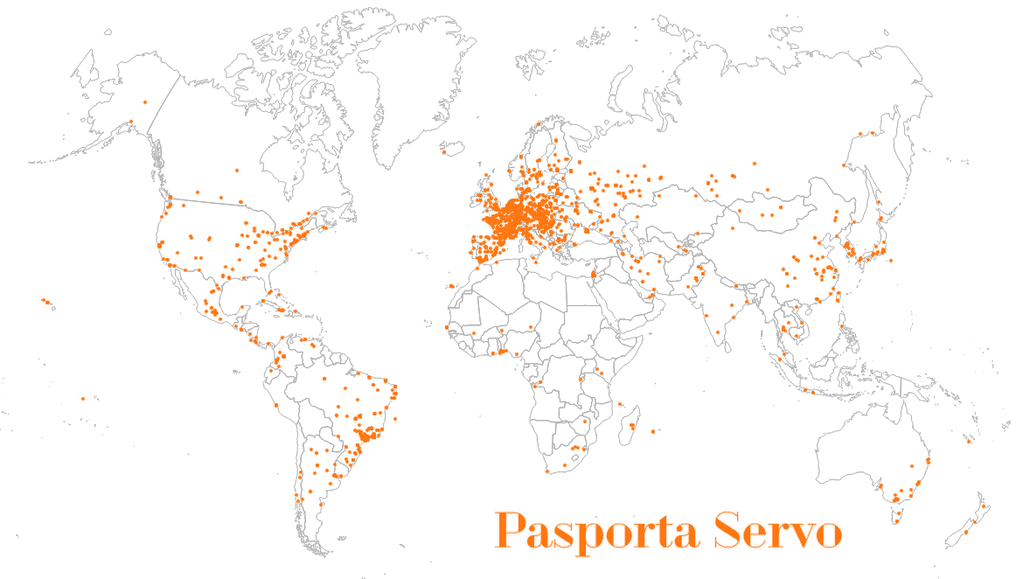
Mapa que indica onde há anfitriões do Pasporta Servo (2015)

Esperantujo.directory